# Jean-Lambert Obin
Baron Jean-Lambert Obin (Namen, 16 oktober 1699 – Wenen, 13 oktober 1750) was een advocaat en raadsman van het graafschap Namen, in de Oostenrijkse Nederlanden. Keizerin Maria-Theresia verhief hem in de adelstand.

## Levensloop

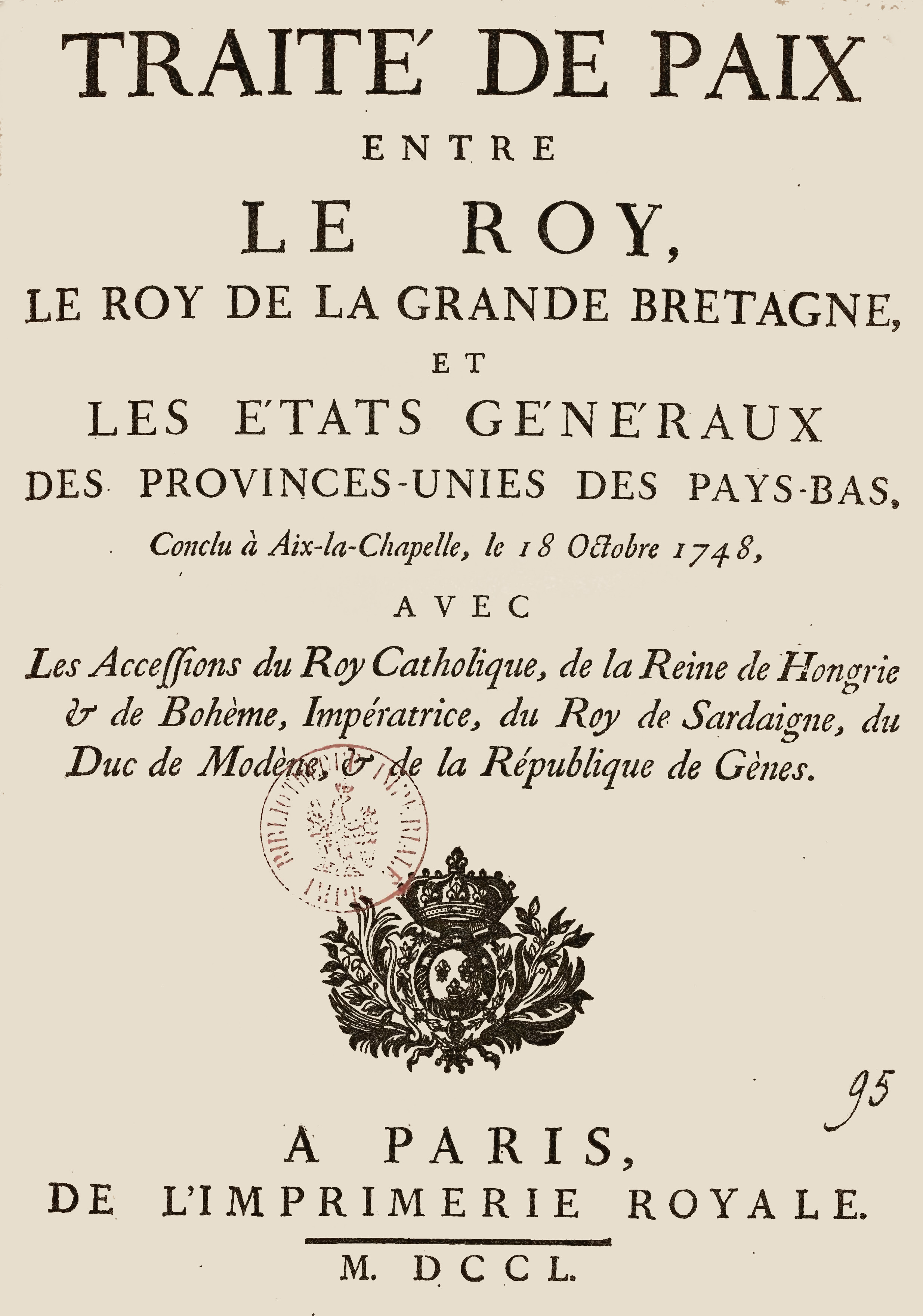
Vredesverdrag van Aken (1748), waaraan Obin meeschreef

Obin werd geboren in Namen, in de Spaanse Nederlanden. Zijn familie was afkomstig van handelaars uit Picardië. Hij studeerde lange tijd (1716-1725) aan de Universiteit Leuven, in het hertogdom (Spaans-)Brabant, en verbleef er in de Pedagogie De Lelie. Zijn gefortuneerde familie betaalde de studies. Aangezien hij de eerste laureaat was van alle studenten bachelor (1718), werd hij feestelijk uitgeleide gedaan uit Leuven en nog feestelijker onthaald in Namen. In aanwezigheid van adel, prelaten en professoren werd er 2 dagen lang gevierd in Namen. Er vonden kerkdiensten en een Te Deum plaats; het gezelschap zong een loflied in het Latijn ter ere van Obin, met onder meer de uitroep leve ons aller Waal. Obin promoveerde finaal als doctor in de beide rechten (utriusque juris) in 1725.
Obin werd vervolgens advocaat aan de balie in zijn geboortestad Namen (1725). Hij combineerde het werk van advocaat, vanaf 1727, met het ambt van lid van de Staten van Namen, intussen onder Oostenrijks bestuur. In 1735 werd hij buitengewoon lid van de Geheime Raad, en vanaf 1738 fiscaal advocaat bij de Geheime Raad. Als fiscaal advocaat was hij verantwoordelijk voor de inkomsten van alle raadsmannen in Namen. In 1740 trad hij toe tot het Agentschap van gecontesteerde territoria. Dit was een instelling in het leven geroepen door Maria Elisabeth van Oostenrijk, gouverneur-generaal van de Oostenrijkse Nederlanden. Obin besteedde veel tijd aan de geschillen over grondgebied tussen de Oostenrijkse Nederlanden en de buurlanden, met name met het koninkrijk Frankrijk. Hierdoor had Obin directe contacten met Jan-Daniël-Antoon Schockaert, kanselier van Brabant. Daarnaast gaf deze functie hem diplomatieke ervaring.
Obin huwde tweemaal. Zijn eerste echtgenote was Maximilienne-Philippine Velaine uit Namen. Met zijn huwelijk met Thérèse-Agnès Mac Nény, een Brusselse van Ierse afkomst, werd hij de schoonbroer van de toen erg jonge politicus Patrice-François de Neny.
Na de Oostenrijkse Successieoorlog schreef Obin mee aan de Vrede van Aken (1748). Zijn ervaring in disputen over territoria kwam de Oostenrijkers goed te pas. De Oostenrijkers waardeerden de juridische expertise van Obin, zodat datzelfde jaar keizerin Maria-Theresia hem benoemde tot lid van de Hoge Raad der Nederlanden in Wenen. Dit betekende voor hem een verhuis naar Wenen. In 1749 ontving hij van haar de adelsbrief van baron. Hij stierf in Wenen in 1750, nog voor hij een topbenoeming in de Oostenrijkse Nederlanden kon verkrijgen.